# CF Brăila în sezonul 1976-1977

## Echipă
| Nr. |         | Poziție | Jucător           |
| --- | ------- | ------- | ----------------- |
| -   | România | P       | Verschanski       |
| -   | România | P       | Șerban Trofin     |
| -   | România | F       | Ilie Trifina      |
| -   | România | F       | Cristache         |
| -   | România | F       | Simion            |
| -   | România | F       | Nicolae Mihalache |
| -   | România | M       | Lică Luca         |
| -   | România | M       | Ion Prepurgel     |
| -   | România | M       | Marian Alecu      |
| -   | România | M       | Orzaru            |
| -   | România | M       | Schreiner         |
| -   | România | A       | Georgel Ologu     |
| -   | România | A       | Grigore Traian    |
| -   | România | A       | Constantin Bezman |
| -   | România | A       | Dumitru Bulancea  |

## Transferuri

### Sosiri
| Post | Jucător           | De la echipa   | Sumă de transfer  | Dată |  | ---- |
| ---- | ----------------- | -------------- | ----------------- | ---- |  | ---- |
| A    | Constantin Bezman | Dunărea Galați | liber de contract | -    |  |      |

### Plecări
| Post | Jucător         | De la echipa          | Sumă de transfer  | Dată |  | ---- |
| ---- | --------------- | --------------------- | ----------------- | ---- |  | ---- |
| F    | Nicolae Tilihoi | Universitatea Craiova | liber de contract | -    |  |      |
| A    | Radu Dan        | Dunărea Galați        | liber de contract | -    |  |      |